# Поливинилпирролидон

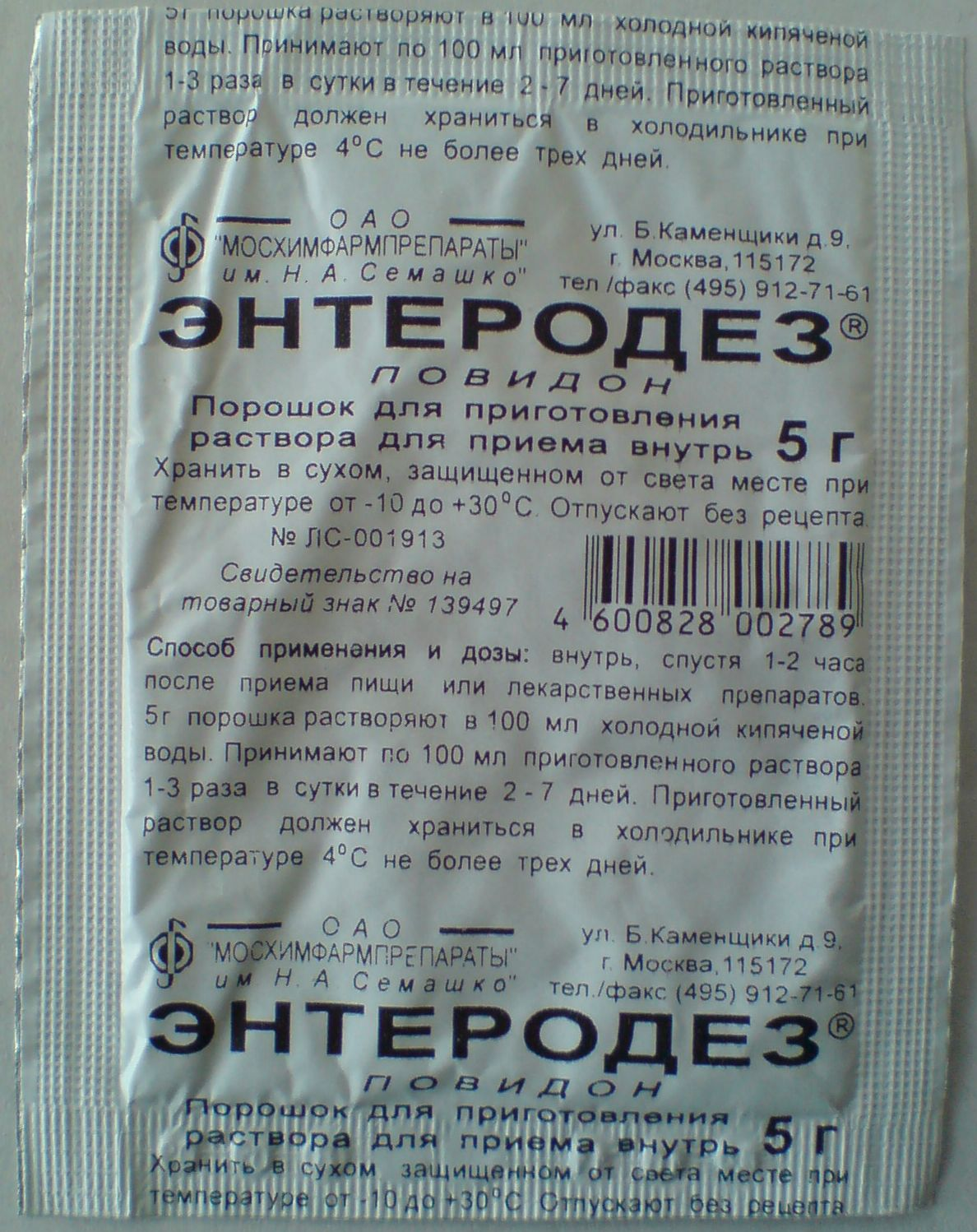
Форма выпуска: дозированный порошок

Поливинилпирролидон, или повидон, или поли(N-винилпирролидон), ПВП, англ. PVP — водорастворимый полимер, состоящий из мономерных звеньев N-винилпирролидона.

## Фармацевтические применения
Поливинилпирролидон (ПВП) находит многообразные применения в фармацевтических технологиях. Его используют в качестве связующего агента при изготовлении таблеток и гранул, солюбилизатора и стабилизатора суспензий. Слабосшитый ПВП применяется также в технологиях таблетирования в качестве дезинтегрирующего агента. Способность ПВП связывать молекулярный йод используется для изготовления йодофоров повидон-йод, применяемых как антисептики. 
ПВП входит в состав ополаскивателей для полости рта. 

## Фармакологические свойства
В основе фармакологических свойств препаратов на основе ПВП лежит дезинтоксикационное действие, заключающееся в способности к комплексообразованию. Механизм лечебного действия заключается в способности активно связывать токсины, образующиеся в организме, и поступающие извне токсические вещества и выводить их из организма через кишечник. В кровеносное русло препарат не поступает.
Клинической практикой доказано, что препарат не повреждает слизистую оболочку желудка и кишечника, не накапливается в организме, практически не имеет противопоказаний и побочных эффектов, то есть является вполне безопасным препаратом.
Лечебный эффект препарата проявляется через 15—30 минут после приёма.
Замедляет скорость или уменьшает степень всасывания из желудочно-кишечного тракта других лекарственных средств, поэтому принимают спустя 1—2 часа после приёма пищи и лекарственных препаратов. Токсические формы острых инфекционных заболеваний желудочно-кишечного тракта (дизентерия, сальмонеллёз и др.), пищевая токсикоинфекция (пищевое отравление), интоксикации (отравления) другого происхождения, обострения хронических энтероколита (воспаления тонкой и толстой кишки) и энтерита (воспаление тонкой кишки), печёночная недостаточность. В отдельных случаях возможны быстро проходящие тошнота и рвота. Не исключено развитие аллергических реакций.